# Port lotniczy El Palmar
Port lotniczy El Palmar – jeden z salwadorskich portów lotniczych, znajdujący się w miejscowości Santa Ana.